# Teuva
Teuva (szwedzkie Östermark) – miasto w południowej Finlandii w prowincji Finlandia Zachodnia.
Populacja wynosi 5767 (1 stycznia 2013), gęstość zamieszkania 10,4 osób/km², a powierzchnia 556,05 km², z czego 1,34 km² to powierzchnia wody.
Teuva jest miastem partnerskim Cieszyna.